# My Son, the Hero
My Son, the Hero è un film del 1943, diretto da Edgar G. Ulmer. 

## Trama
Stati Uniti, tempo di guerra. Percy "Big time" Morgan è un impresario di boxe sfortunato, che divide una camera d'albergo con il suo pugile preferito, e tendenzialmente perdente, Slug Rosenthal e l'amico immigrato italiano Tony, sempre pronto a sfornare sagaci battute contro Mussolini.
I quotidiani parlano di Michael Morgan, il figlio di Percy, che si è distinto sui campi di battaglia e ora sta per ritornare in patria per raccogliere sovvenzioni tramite war bonds. Percy non vuole che il figlio venga a sapere della condizione modesta in cui si trova, e decide con gli amici di mettere in scena una situazione facoltosa: ottenuta in prestito dal conoscente Sam Duncan una casa lussuosa, egli finge di essere sposato a Gertie Rosenthal (in realtà la moglie di Slug), di avere una figlia adottiva, impersonata dalla giovane Nancy Cavanaugh, e di vivere agiatamente servito da domestici e cuochi.
Michael torna e presta fede alla messa in scena del padre, alla quale inizialmente crede anche l'ex-moglie di Percy, e madre di Michael, Cynthia Morgan. La situazione si complica quando la figlia del padrone di casa, Linda Duncan, fa inaspettatamente ritorno. Linda accetta di tacere in cambio dell'accesso a Michael, del quale è invaghita. Michael tuttavia è invece attratto da Nancy, alla quale, dopo aver ottenuto rocambolescamente un grosso ammontare di denaro per le obbligazioni di guerra, alla fine si unisce.     